# Plagiaulax
Plagiaulax ('schuine groef' uit het Oudgrieks πλάγιος (plágios), 'schuin' + αὖλαξ (aûlax), 'voor, groef') is een geslacht van uitgestorven zoogdieren uit het Vroeg-Krijt van Europa. Het was een lid van de orde Multituberculata, en deelde zijn leefgebied met dinosauriërs. Het is van de onderorde Plagiaulacida en familie Plagiaulacidae.
Het geslacht werd in 1857 door Hugh Falconer benoemd en was de eerste beschreven multituberculate soort. De typesoort is Plagiaulax becklesii. De soortaanduiding eert de verzamelaar Samuel Husband Beckles.
Fossiele overblijfselen van de soort Plagiaulax becklesii zijn bekend uit de Lulworth-formatie van Durlston Bay in Dorset, Engeland. Ze bevatten ten minste één gedeeltelijke rechteronderkaak met tanden, het holotype BMNH 47731, hoewel er nog andere mogelijke exemplaren zijn, de specimina BMNH 47732, BMNH 47733 en BMNH 47734, rechteronderkaken en een partij tanden. Er is enig materiaal gerapporteerd uit Galve, Spanje.
Een tweede soort is Plagiaulax medius, 'de middelgrote', benoemd door Richard Owen in 1871. Het holotype is BMNH 47728, een linkeronderkaak gevonden in Durdlestone Bay, bij Swanage, in Dorset.
Een andere mogelijke soort Plagiaulax dawsoni werd in 1891 onder voorbehoud door Arthur Smith Woodward benoemd. Het holotype BMNH M13134, een kies, kwam uit het graafschap Sussex, dat verder naar het oosten langs de Engelse kust ligt. Het raakte daarna beschadigd en er lijkt geen wetenschappelijke beschrijving te zijn geweest. De ontdekker waarnaar de soortaanduiding vernoemd is, Charles Dawson, is betrokken geweest bij de beruchte Piltdown-hoax en Pevensey-tegels die ook al vervalst bleken. In 2003 werd gesteld dat de tand van P. dawsoni in de gewenste vorm gevijld was.